# 미드타운맨해튼
미드타운맨해튼(Midtown Manhattan) 또는 간단히 미드타운(Midtown)은 미국 뉴욕주 뉴욕 맨해튼의 지리상 중심 지역을 말한다. 엠파이어 스테이트 빌딩, 록펠러 센터, 크라이슬러 빌딩을 비롯한 타임스 스퀘어 등도 여기에 위치한다. 미드타운을 중심으로 윗 부분은 어퍼맨해튼, 아래는 로어맨해튼이라 불린다.

## 전경

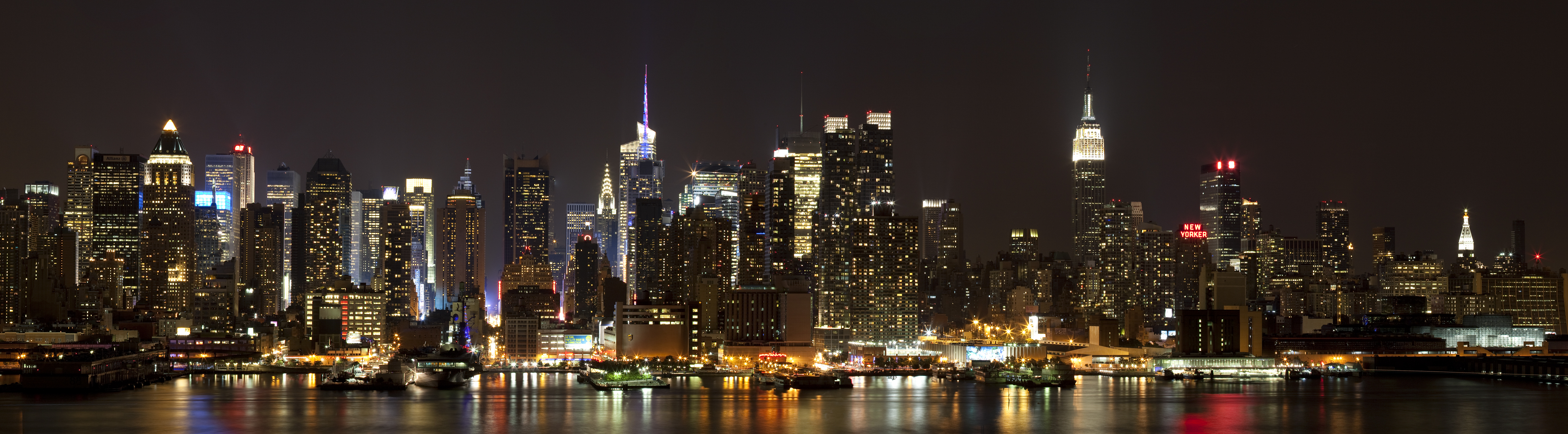
뉴저지주 위호큰(Weehawken)에서 허드슨강 너머로 바라본 맨해튼. (2011)

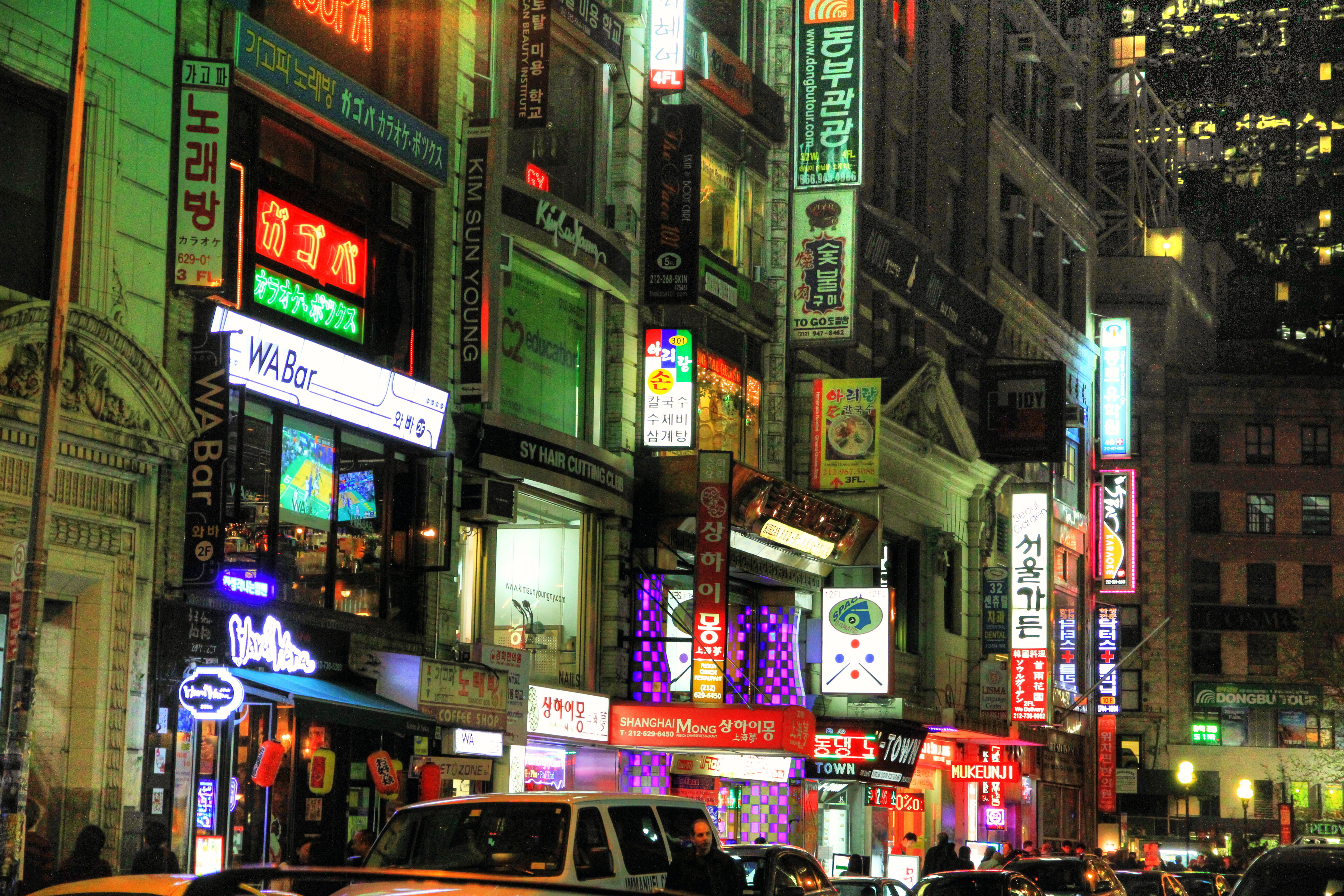
코리아타운 밤
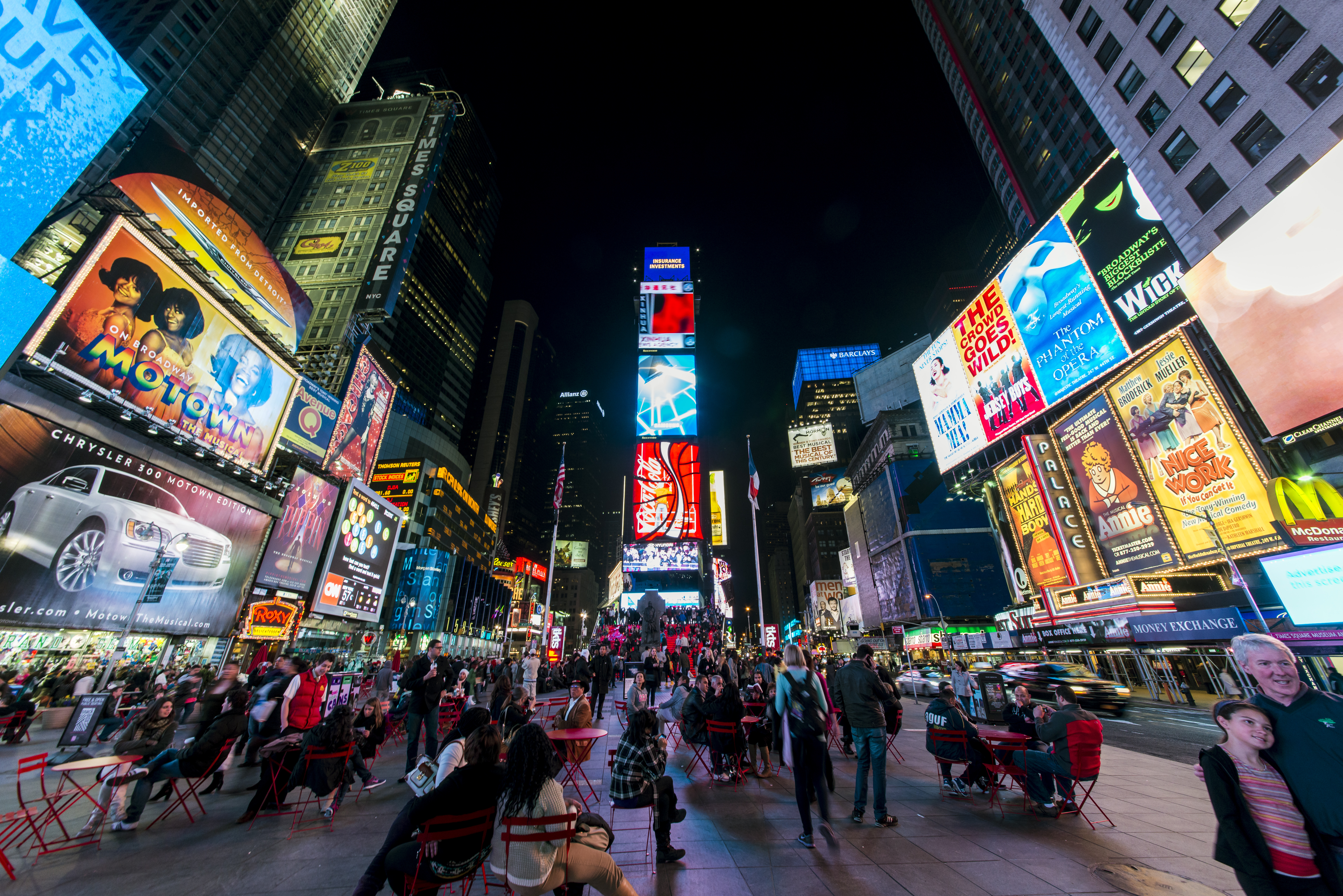
타임스 스퀘어 밤
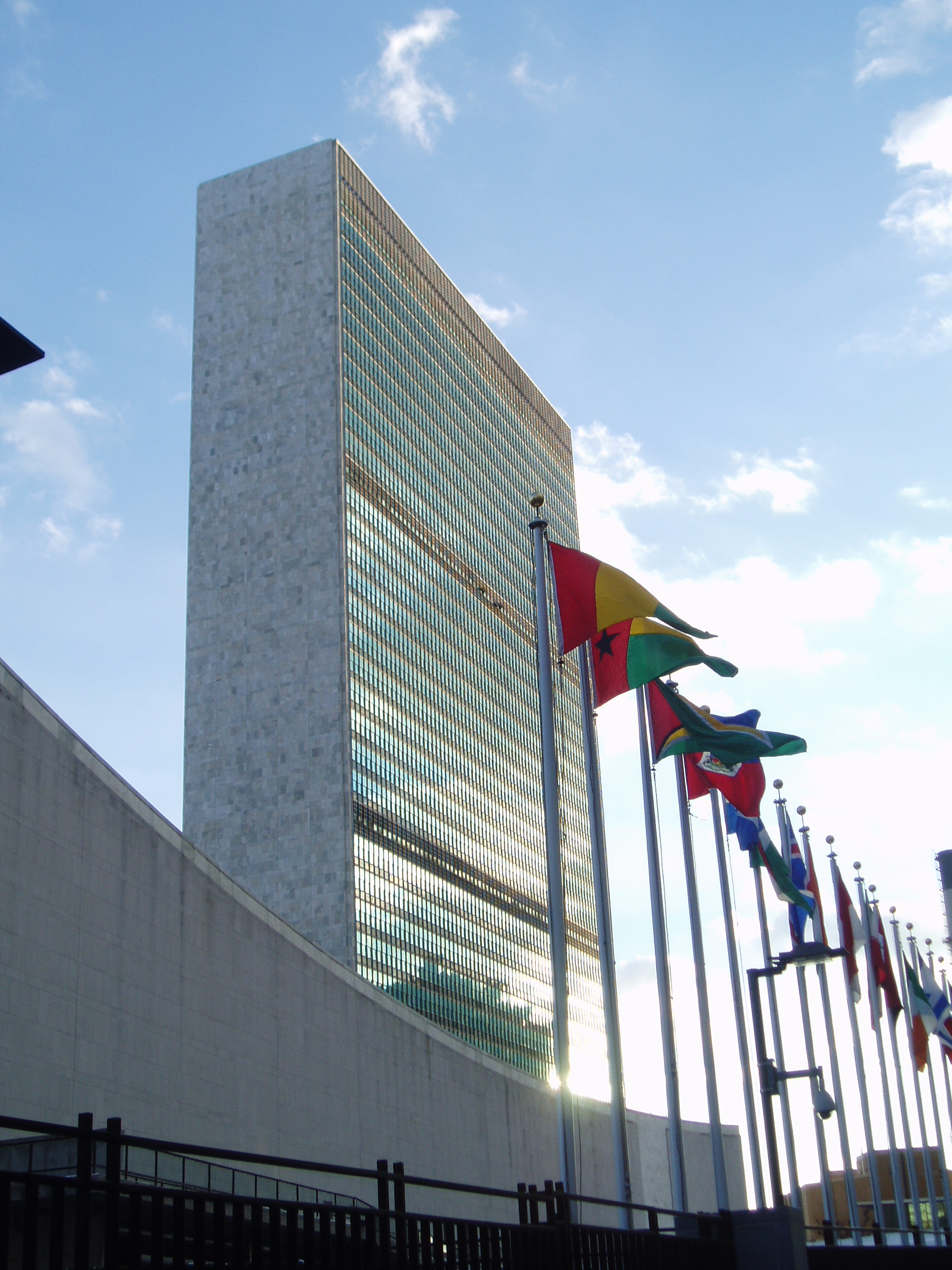
맨해튼 유엔 본부 건물
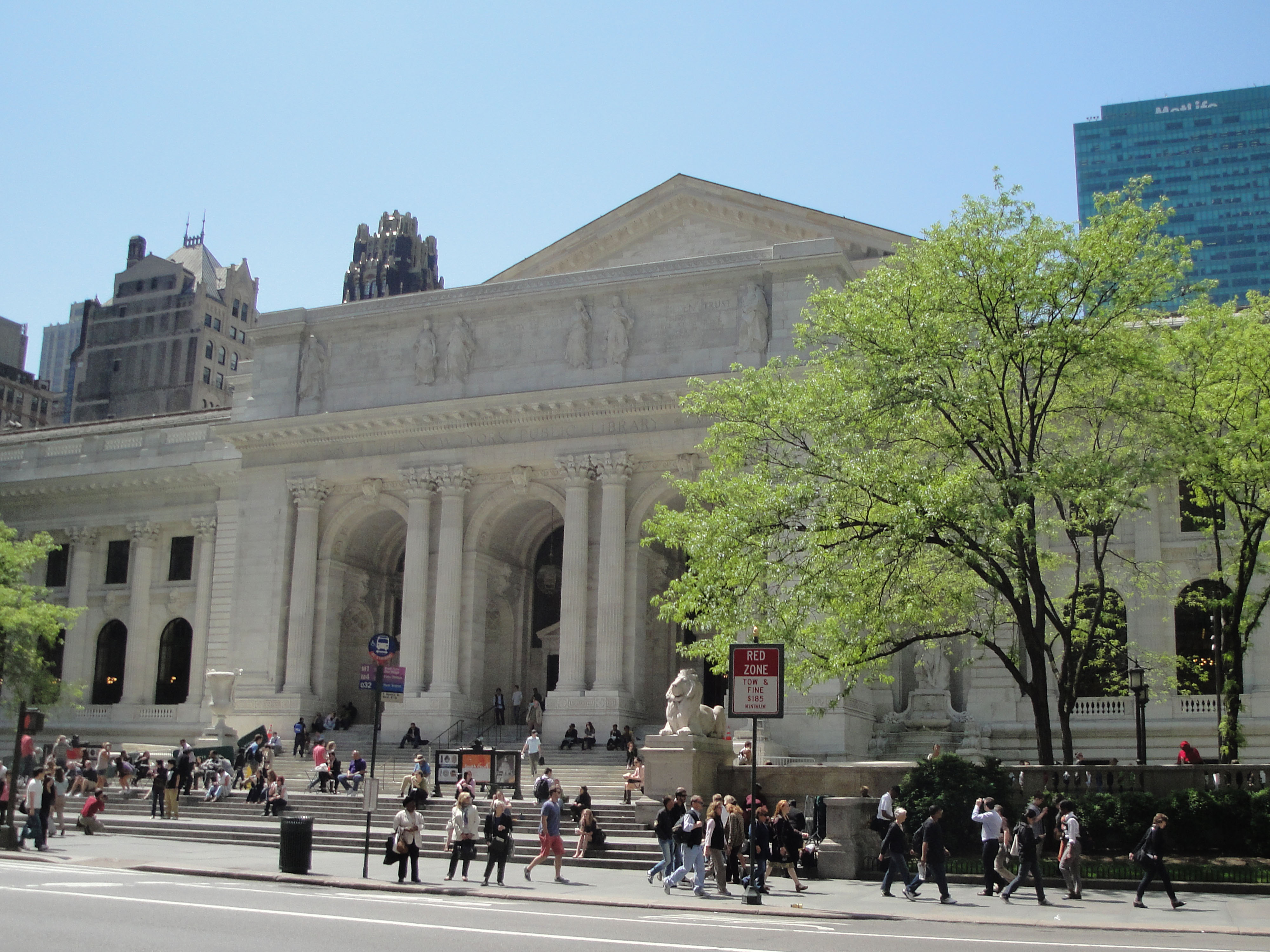
중앙 도서관, 뉴욕
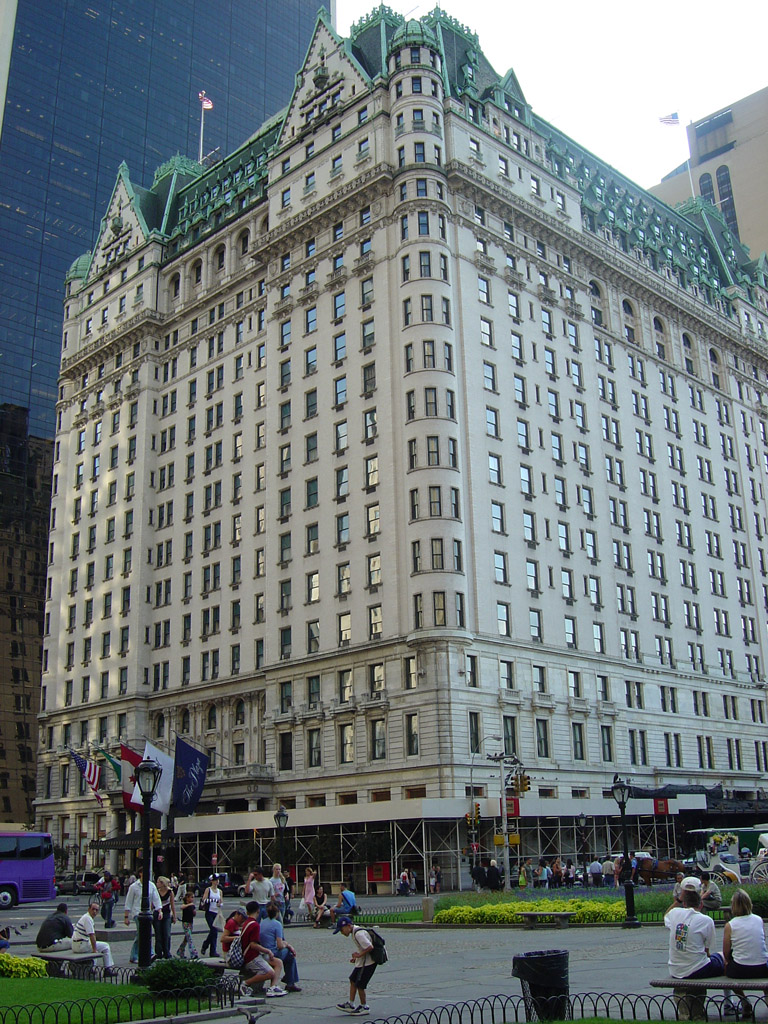
플라자 호텔
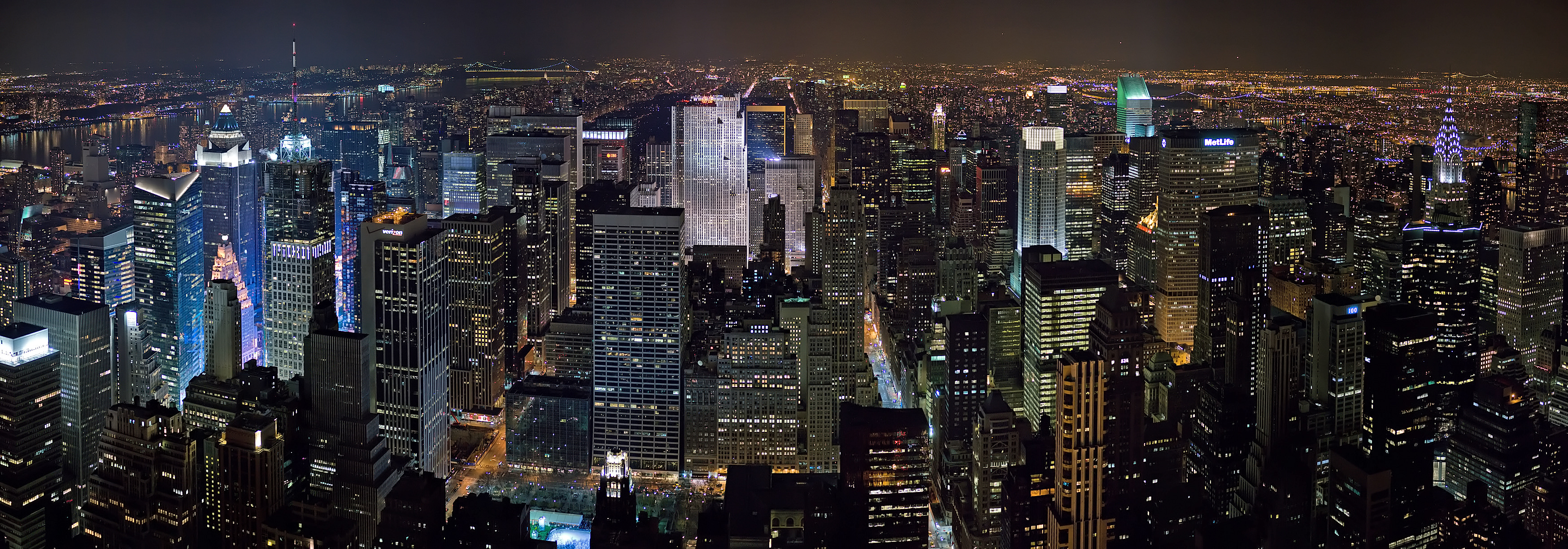
엠파이어 스테이트 빌딩 북단에서 바라본 맨해튼 (밤)
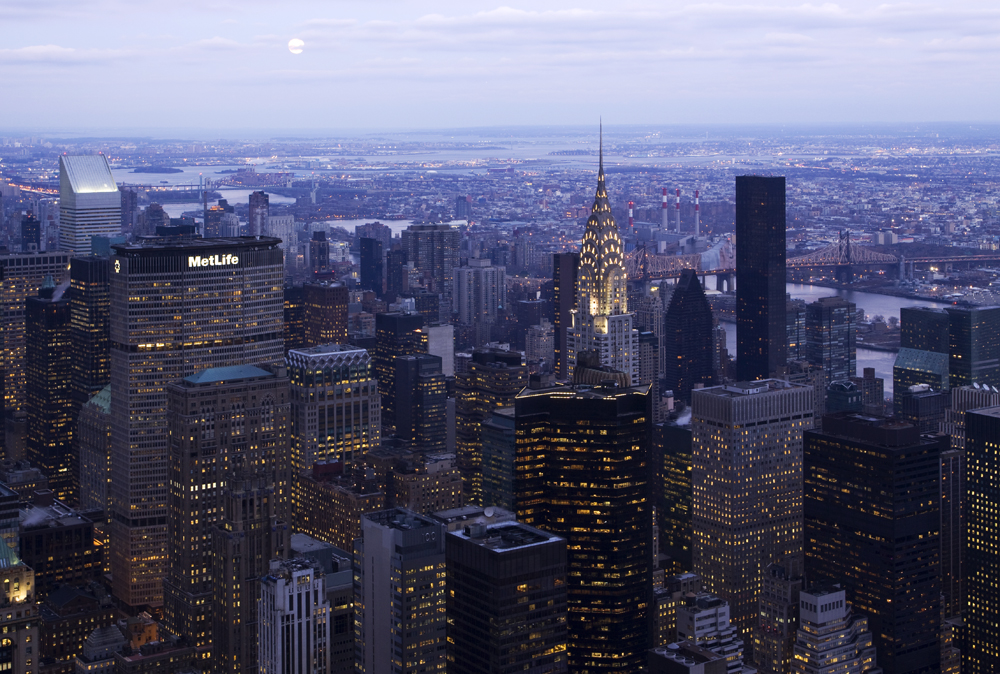
크라이슬러 빌딩
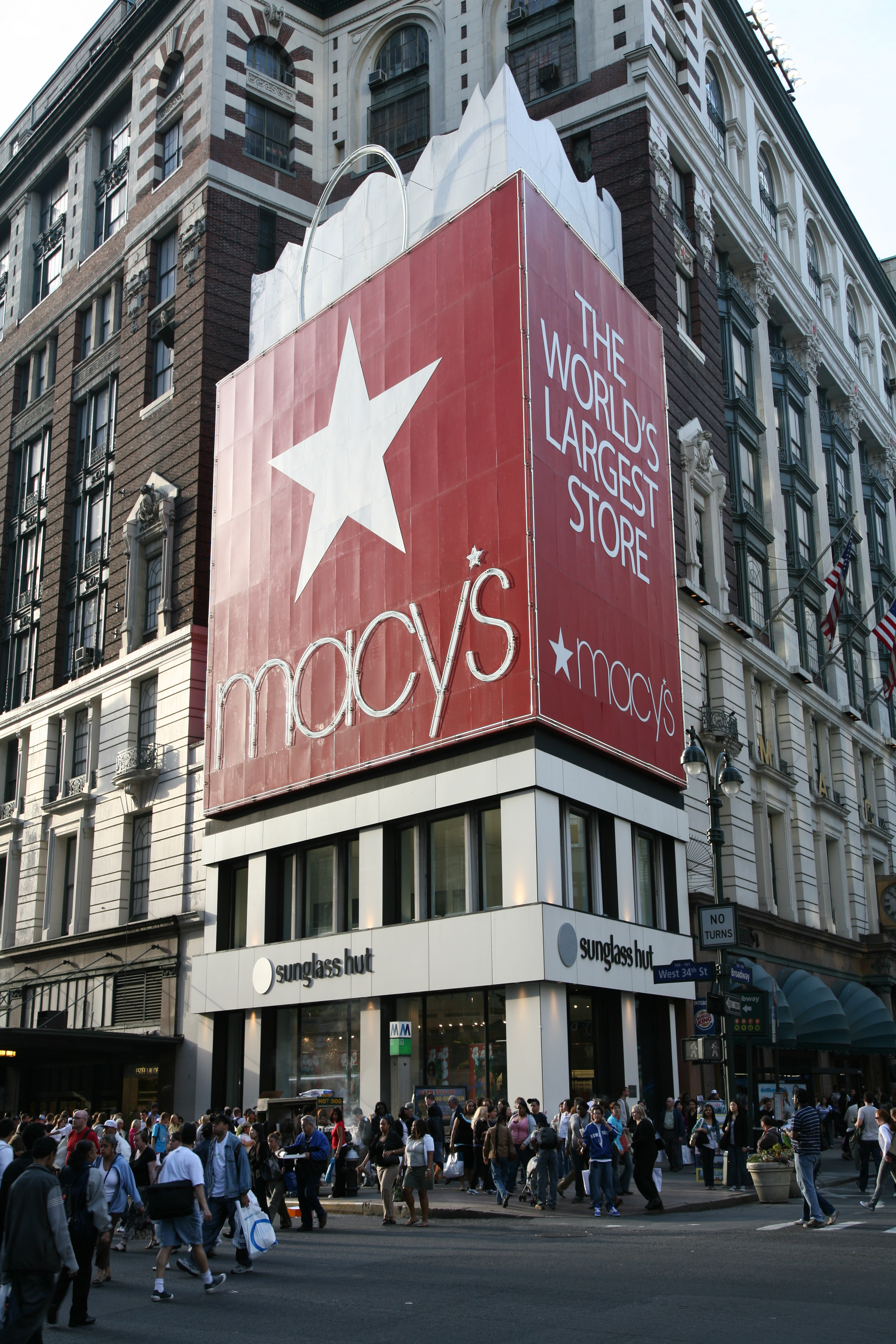
세계에서 가장 큰 상점이라는 문구가 걸린 헤럴드 광장쪽의 메이시스 광고판.
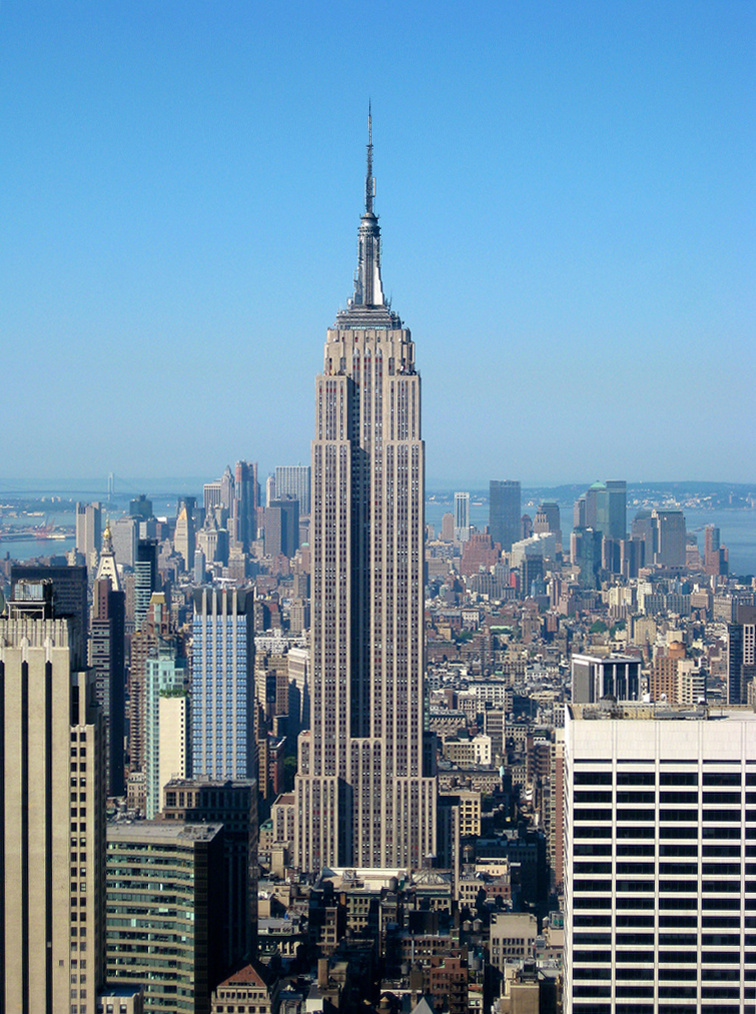
엠파이어 스테이트 빌딩
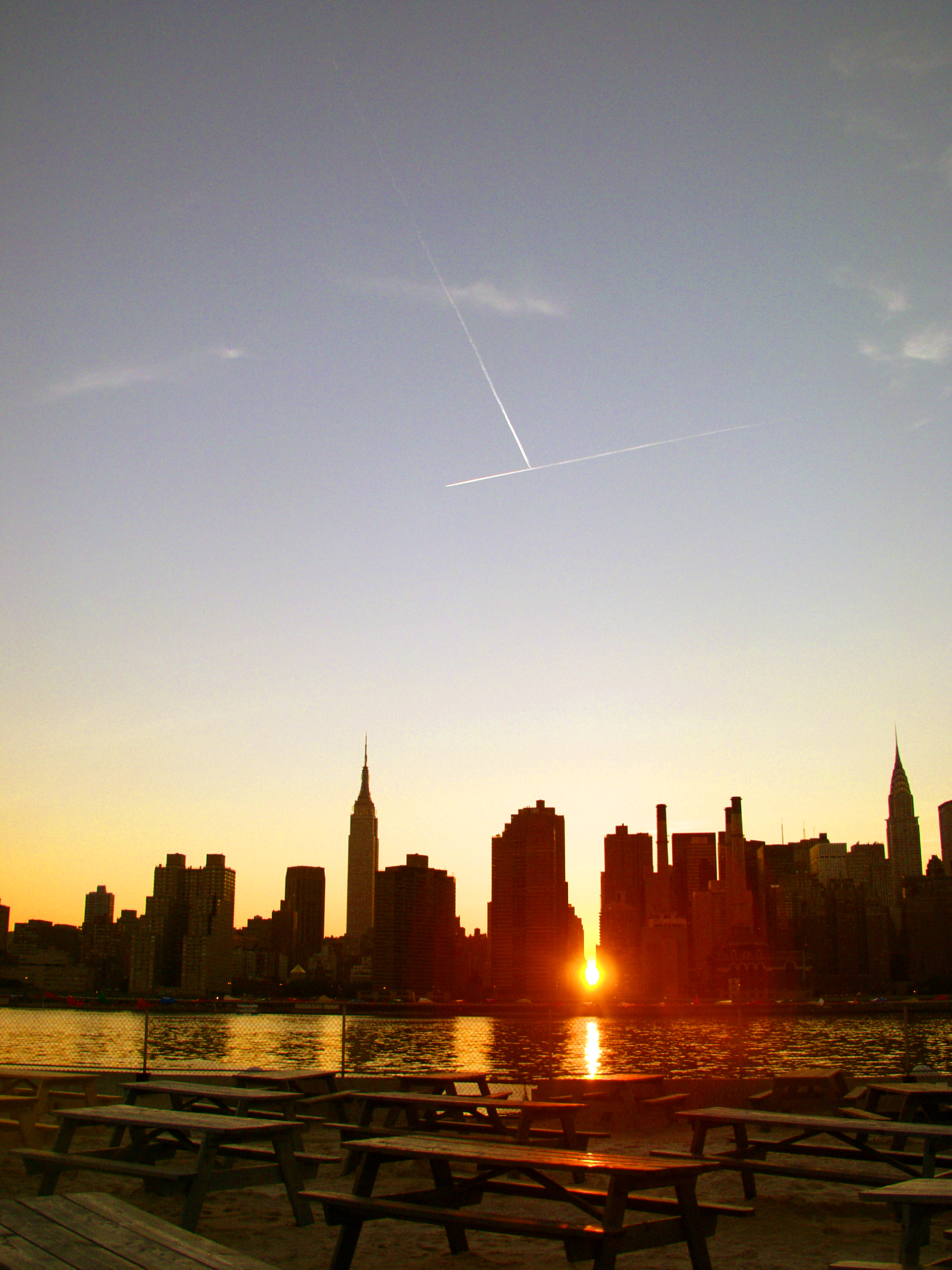
일몰시 미드 타운 맨해튼

## 같이 보기
- 이스트사이드 (맨해튼)
- 뉴욕의 역사
- 로어맨해튼
- 맨해튼헨지
- 어퍼맨해튼
- 웨스트사이드 (맨해튼)